# Billet-doux

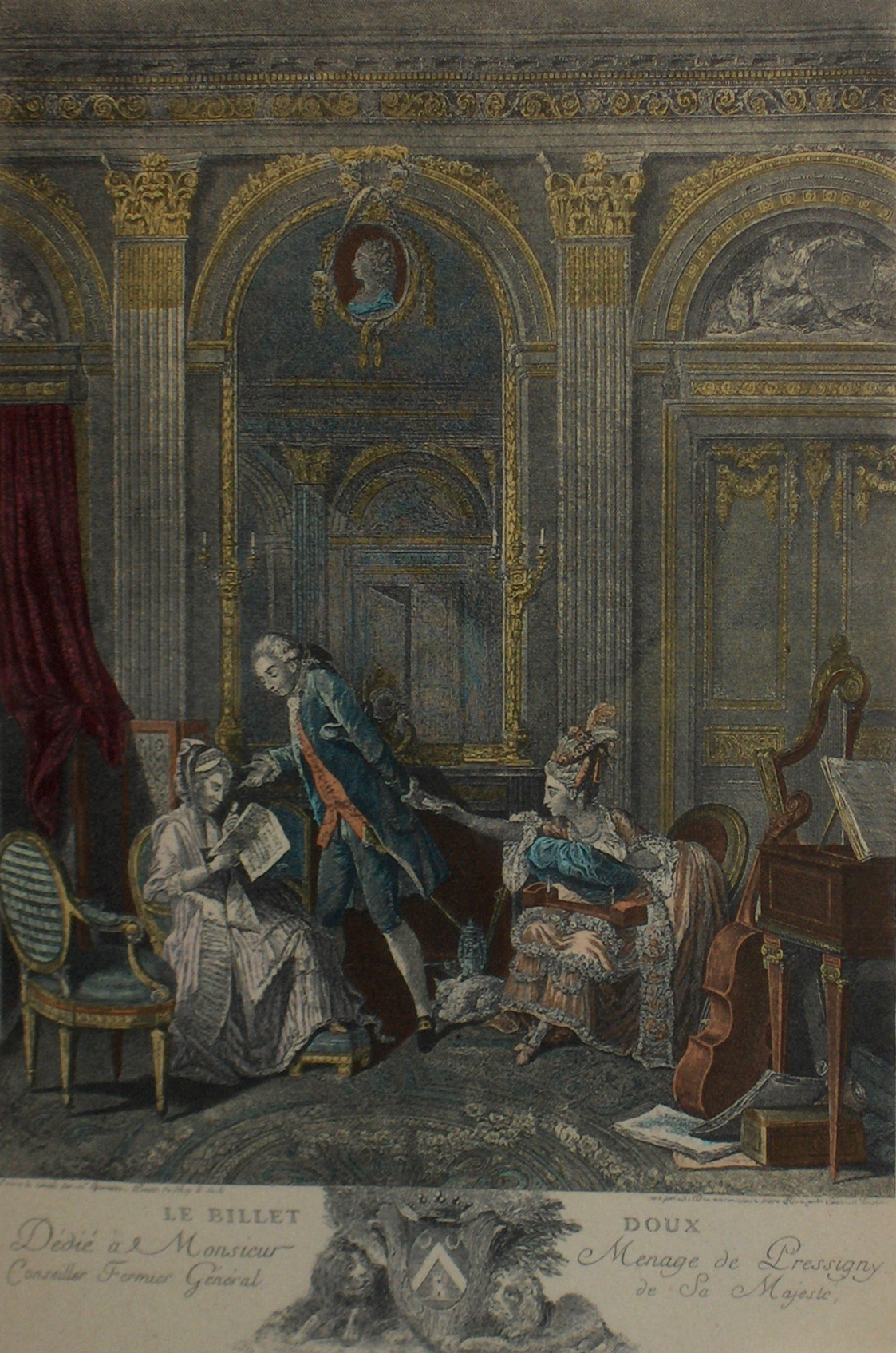
Le Billet-doux, Kupferstich von Nicolas de Launay nach Nicolas Lavreince, 1749.

Das Billet-doux (französisch billet doux ‚Liebesbrief‘, wörtlich etwa ‚süßer Zettel‘) war im 17., 18. und im 19. Jahrhundert ein kurzes Schriftstück, das dazu diente, unauffällig eine Liebeserklärung an eine Person abzugeben.

## Das Billet-doux
Das Billet-doux erscheint bereits 1654 auf der Carte du Tendre des François Chauveau, einer allegorischen Landkarte des Reichs der Liebe, die als Illustration in Madeleine de Scudérys Roman Clélie gedruckt wurde. Der Begriff verbreitete sich im 17. und 18. Jahrhundert über die Grenzen Frankreichs in ganz Europa. In Deutschland wird das Billet-doux erstmals 1709 erwähnt. Alexander Pope verwendete 1712 in seinem Scherzopus The Rape of the Lock den französischen Begriff Billet-doux anstatt des englischen Pendants Love-Letter.
Das Billet-doux bestand aus einem kleinen gefalteten Zettel, der eine kurze Liebeserklärung und eine Aufforderung zur Antwort enthielt. Er konnte von beiden Geschlechtern verfasst werden. Seine Beschränkung auf die kürzestmögliche Formel grenzte ihn vom ausführlicheren Liebesbrief ab. Sein kleines Format erlaubte die unauffällige Weitergabe an den Adressaten. Die Form einer schriftlichen Beziehungsanbahnung ist bereits in der Antike bei Ovid bekannt. Den Höhepunkt und seine weiteste Verbreitung erlebte das Billet-doux im 18. Jahrhundert, in dem kleine, mit Liebesmotiven verzierte, seidene Täschchen zur Aufnahme von Billets-doux zu den Accessoires der höfischen und später auch der bürgerlichen Gesellschaft wurden. Die Billets-doux selbst wurden oft in mit Seidenbändern verzierten, bestickten oder mit Schmucksteinen versehenen, seidenen Umschlägen überreicht.
Billets-doux dienten nach der Liebeserklärung auch der weiteren Beziehungsanbahnung und enthielten Verabredungen. Im 19. Jahrhundert wurde es üblich, Liebesgeschenken Billets-doux anzuhängen. Der Empfang und das Lesen eines Billet-doux wurde zum beliebten Sujet der Rokokomalerei und Thema von Bühnenstücken sowie Romanen. 1869 verwendete Eduard Maria Oettinger den Begriff satirisch in seinem Offenem Billet-doux an den berühmten Hepp-Hepp-Schreier und Juden-Fresser, Herrn Wilhelm Richard Wagner – bei dem es sich freilich der Form nach nicht wirklich um ein Billet-doux, sondern um eine mehrseitige Verbalattacke handelte.

## Sonstiges
- Billet-doux ist der Titel eines Kurzfilmes von und mit Max Linder, 1913 uraufgeführt[2]
- Billet-doux ist der Titel mehrerer Musikstücke und Songtexte des 20. Jahrhunderts, so von Stéphane Grappelli[3]
- Billet-doux ist der Name einer Kletterrosenzüchtung